# Gołębiów (województwo świętokrzyskie)
Gołębiów – wieś sołecka w Polsce, położona w województwie świętokrzyskim, w powiecie opatowskim, w gminie Lipnik.
W latach 1975–1998 miejscowość administracyjnie należała do województwa tarnobrzeskiego.
Przez miejscowość przebiega droga krajowa nr 77 z Lipnika do Przemyśla.

## Części wsi
| SIMC    | Nazwa               | Rodzaj    |
| ------- | ------------------- | --------- |
| 0797122 | Gołębiów Rządowy    | część wsi |
| 0797139 | Gołębiów Szlachecki | część wsi |
| 0797145 | Koło Szosy          | część wsi |
| 0797151 | Pod Dębem           | część wsi |
| 0797168 | Pod Lasem           | część wsi |

## Historia
Gołębiów u Długosza (1470-80) „Golambyow” wieś w powiecie sandomierskim. Wymieniony w dokumencie z r. 1378. 

W połowie XV w. połowa wsi należy do klasztoru  ojców cystersów w Koprzywnicy, a drugiej połowie dziedzicem jest niejaki Wydźga („Vidzga”) herbu Janina. Łany kmiece dają dziesięcinę do 8 grzywien, biskupowi krakowskiemu (Długosz L.B. t.II, 333).

## Inne
W Gołębiowie znajduje się przetwórnia owoców, produkująca zagęszczone soki owocowe, między innymi z jabłek, truskawek, wiśni i malin.